# Adrien Hébert
Adrien Hébert (Parigi, 12 aprile 1890 – Montréal, 20 giugno 1967) è stato un pittore francese naturalizzato canadese, noto per aver privilegiato i temi urbani.
Dipinse strade, il porto di Montreal e i suoi ascensori, ma anche pacifiche scene di interni.

## Biografia
Adrien Hébert, figlio dello scultore Louis-Philippe Hébert e Maria Emma Cordélia Roy, nacque nella parrocchia di Saint-Pierre-de-Montrouge a Parigi. Trascorse la sua infanzia sia a Parigi che a Montreal, luoghi dove suo padre realizzava progetti.
Dal 1902 al 1911, seguì i corsi al Monumento Nazionale offerti da Edmond Dyonnet, Joseph-Charles Franchères e Joseph Saint-Charles. Seguì anche l'Art Association di Montreal (futuro Montreal Museum of Fine Arts). Per alcuni anni fu l'unico pittore francofono del gruppo Beaver Hall. Espose, nel 1916, con il fratello Henri, alla Biblioteca Saint-Sulpice.
Nel 1917 prese possesso della bottega di Napoleone Bourassa.
Dal 1917 al 1954 insegnò disegno alla Commissione scolastica cattolica di Montréal. Soggiornò anche in Francia, visitando mostre. Espose dipinti e disegni, sia a Parigi che a Montreal, e collaborò con delle riviste.
Negli anni 1920 si occupò molto intensamente del tema della vita a Montreal, vedendo il progresso tecnologico come un fattore favorevole al cambiamento sociale. Questi dipinti sul tema del porto di Montreal, tra gli altri, sono molto caratteristici di questo periodo. Gli valsero la reputazione di pittore moderno che si distinse dai pittori regionalisti dell'epoca. Hébert dipinse anche scene del centro in cui testimoniava l'effervescenza della vita urbana. Fino alla fine della sua vita, Hébert rimase fedele alla figurazione, la modernità del suo lavoro si manifesta principalmente nella scelta dei suoi soggetti. Le sue opere sono esposte alla Galerie L'Art français.
Rue Adrien-Hébert a Montréal ne onora la memoria dal 1991. Si trova nel comune di Rivière-des-Prairies – Pointe-aux-Trembles.

## Opere
- Léo-Pol Morin, 1922 o 1923, olio su tela, 61,2 x 46,4 cm, Musée national des beaux-arts du Québec, Quebec[3].
- Le Port de Montréal, 1924, olio su tela, 153 x 122,5 cm, Musée national des beaux-arts du Québec, Quebec[4].
- Rue Saint-Denis, 1927, olio su tela, 191,5 x 138,5 cm, Musée national des beaux-arts du Québec, Quebec[5].
- Élévateur à grain nº 3, 1928 ?, olio su tela, 76,7 x 53,8 cm, Musée national des beaux-arts du Québec, Quebec[6].
- Élévateurs à grain,  1929, olio su tela, 74 x 99,6 cm, Musée national des beaux-arts du Québec, Quebec[7].
- Scène du port de Montréal, 1930 circa, acquerello e grafite su carta, 28 x 35,6 cm, Musée national des beaux-arts du Québec, Quebec[8].
- Percé, 1930 ?, carboncino su carta, 70,6 x 91,1 cm, Musée national des beaux-arts du Québec, Quebec[9].
- Le Départ de “L'Empress”, 1931 ?, litografia, 49 x 62 cm (carta); 30 x 43 cm (immagine), Musée national des beaux-arts du Québec, Quebec[10].
- Le Château Ramezay, Montreal, 1931, olio su tela, 69 x 59 cm, Musée national des beaux-arts du Québec, Quebec[11].
- Place Jacques-Cartier, Montreal, 1934 ?, olio su tela, 76,6 x 76,6 cm, Musée national des beaux-arts du Québec, Quebec[12].
- Matin d'hiver, 1935-1936, olio su tela, 76,2 x 76,3 cm, Musée national des beaux-arts du Québec, Quebec[13].
- Vue de Québec du glacis de la Citadelle, 1937, olio su tela, 69 x 84,2 cm, Musée national des beaux-arts du Quebec, Quebec[14].
- Magasinage de Noël, tra il 1938 e il 1945, olio su tela, 81,2 x 101,6 cm, Musée national des beaux-arts du Québec, Quebec[15].
- Paysage urbain, probabilmente 1938, olio su tela montata su cartone, 45,7 x 35,4 cm, Musée national des beaux-arts du Québec, Québec[16].
- Parc Montmorency, Quebec, 1939 ?, olio su tela, 84 x 69,4 cm, Musée national des beaux-arts du Québec, Quebec[17].
- Les Toits de la Place Royale vus de la terrasse Dufferin, probabilmente 1939, olio su tela, 76,5 x 58,7 cm, Musée national des beaux-arts du Québec, Québec[18].
- Le Dîner dans l'atelier, 1941 ?, olio su tela, 76,5 x 81,5 cm, Musée national des beaux-arts du Québec, Quebec[19].

## Galleria d'immagini

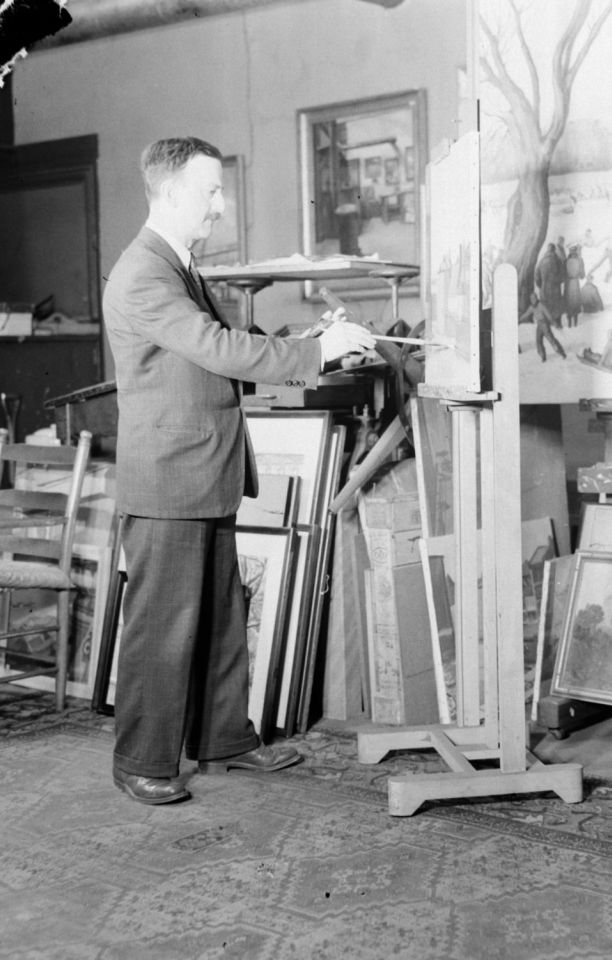
Adrien Hébert dipinge un paesaggio urbano nel suo studio di Montreal nel 1940.
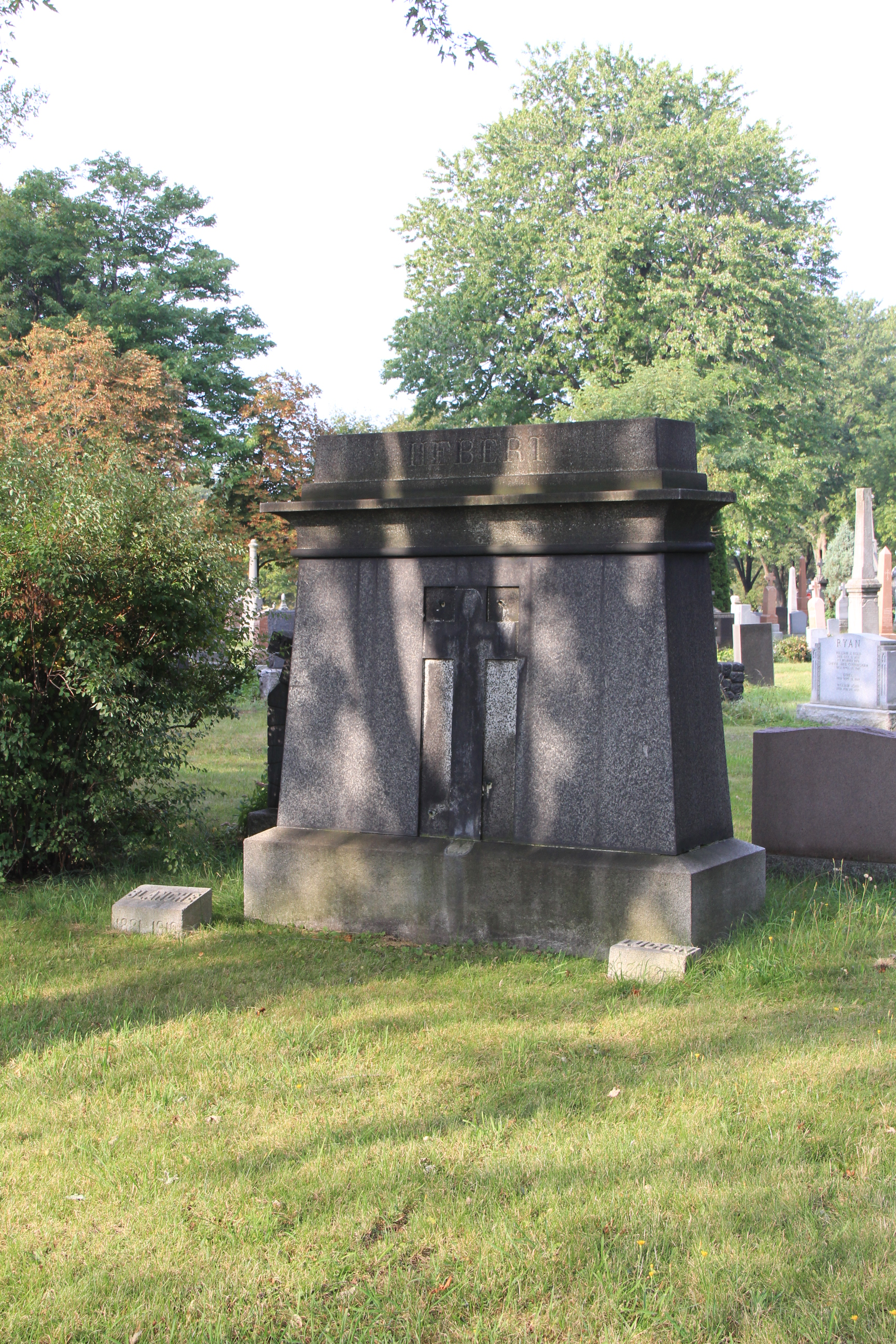
Pietra tombale di Adrien Hébert, cimitero di Notre-Dame-des-Neiges (N463), Montreal.
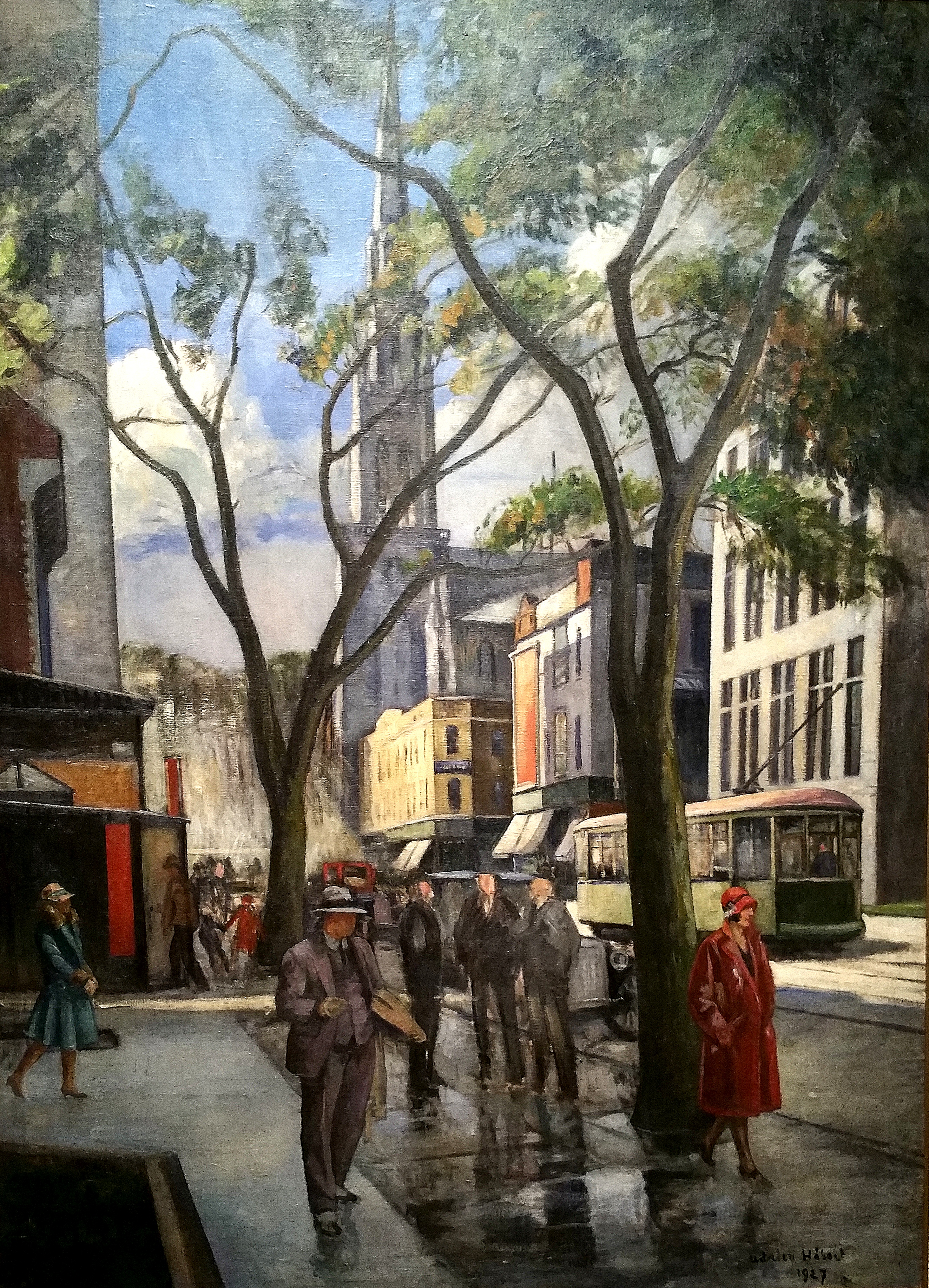
Rue Saint Denis, 1927.

## Musei e collezioni pubbliche
- Galleria d'arte dell'Alberta
- Galleria d'arte di Hamilton
- Centro espositivo dell'Università di Montreal
- Leonard & Bina Ellen Gallery, Concordia University
- Collezione d'arte canadese McMichael
- Museo d'Arte Joliette[20]
- Museo Lachine
- Museo di Belle Arti di Sherbrooke
- Galleria Nazionale del Canada
- Museo del castello Ramezay
- Museo Laurier
- Museo Nazionale delle Belle Arti del Quebec
- I sacerdoti di Saint-Sulpice di Montreal
- La Galleria Robert McLaughlin
- Galleria d'arte di Vancouver